# Региональный совет Нор-Па-де-Кале

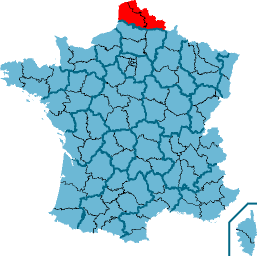
Регион Нор-Па-де-Кале

В соответствии с Избирательным кодексом Франции Региональные советы избираются сроком на 4 года (до 2010 года — на 6 лет).
Члены Региональных советов избираются по партийным спискам в два тура без добавления, удаления имен и изменений в порядке их представления. Каждый список состоит из нескольких подсписков, соответствующих числу департаментов в регионе.
Если список получил абсолютное большинство голосов в первом туре, то ему сразу выделяется четверть мест. Остальные места делится пропорционально среди списков, набравших 5 % и более голосов избирателей.
Если ни один из списков не получил в первом туре абсолютное большинство, назначается второй тур. До второго тура допускаются списки, набравшие более 10 % голосов избирателей. При этом состав этих списков может быть изменен путём включения кандидатов, которые участвовали в первом туре в списках, получивших менее 5 % голосов избирателей. Места в Региональном совете распределяются между списками — участниками второго тура пропорционального поданным за них голосам.
Места внутри каждого списка распределяются пропорционально количеству голосов, полученных в каждом департаменте.

## Списки, принявшие участие в региональных выборах в Нор-Па-де-Кале в 2010 году
|  | Партия                                                                                    | Лидер             | Департамент Нор   | Департамент Па-де-Кале |
|  | ----------------------------------------------------------------------------------------- | ----------------- | ----------------- | ---------------------- |
|  | Демократическое движение                                                                  | Оливье Энно       | Оливье Энно       | Фредерик Летюрк        |
|  | Европейские зеленые, независимые экологисты                                               | Жан-Франсуа Карон | Маждулин Сбаи     | Жан-Луи Робийар        |
|  | Коммунистическая партия, Левая партия                                                     | Ален Боке         | Ален Боке         | Джеки Энен             |
|  | Молодые земледельцы                                                                       | Микаэль Поийон    | Максим Луге       | Микаэль Поийон         |
|  | Национальный фронт                                                                        | Марин Ле Пен      | Марин Ле Пен      | Эрик Дийи              |
|  | Национальный центр независимых и крестьян                                                 | Франсуа Дюбу      | Доминик Лемайе    | Эрик Дийи              |
|  | Новая антикапиталистическая партия                                                        | Паскаль Монтель   | Паскаль Монтель   | Бернар Пле             |
|  | Рабочая борьба                                                                            | Эрик Пекюр        | Эрик Пекюр        | Натали Юбер            |
|  | Социалистическая партия, Радикальная партия левых, Гражданское и республиканское движение | Даниэль Першерон  | Пьер де Сантиньон | Даниэль Першерон       |
|  | Союз за народное движение, Новый центр, Прочие правые                                     | Валери Летар      | Валери Летар      | Андре Флажоле          |

|  |  |  |  |  |

## Результаты региональных выборов в Нор-Па-де-Кале (14 и 21 марта 2010 года)
|                | Партия | Регион всего | Регион всего | Регион всего    | Регион всего   | Департамент Нор | Департамент Нор | Департамент Нор | Департамент Нор | Департамент Па-де-Кале | Департамент Па-де-Кале | Департамент Па-де-Кале | Департамент Па-де-Кале |
| Кол-во голосов | Партия | %            | Кол-во мест  | +/- (к 2004 г.) | Кол-во голосов | %               | Кол-во мест     | +/- (к 2004 г.) | Кол-во голосов  | %                      | Кол-во мест            | +/- (к 2004 г.)        |                        |
| 2 тур:         | 2 тур: | 2 тур:       | 2 тур:       | 2 тур:          | 2 тур:         | 2 тур:          | 2 тур:          | 2 тур:          | 2 тур:          | 2 тур:                 | 2 тур:                 | 2 тур:                 | 2 тур:                 |
| -------------- | --- | ------------ | ------------ | --------------- | -------------- | --------------- | --------------- | --------------- | --------------- | ---------------------- | ---------------------- | ---------------------- | ---------------------- |
|                | Социалистическая партия, Коммунистическая партия, Зеленые, Радикальная партия левых, Левая партия, Гражданское и республиканское движение | 704 184      | 51,90        | 73              | 0              | 419 889         | 51,18           | 44              | 0               | 284 292                | 53,00                  | 29                     | 0                      |
|                | Союз за народное движение, Новый центр, Прочие правые                                                                                     | 351 509      | 25,91        | 22              | −2             | 230 137         | 28,05           | 15              | −1              | 121 365                | 22,63                  | 7                      | −1                     |
|                | Национальный фронт | 301 201      | 22,20        | 18              | +2             | 170 470         | 20,78           | 10              | 0               | 130 720                | 24,37                  | 8                      | +2                     |
| 1 тур:         | |              |              |                 |                |                 |                 |                 |                 |                        |                        |                        |                        |
|                | Социалистическая партия, Радикальная партия левых, Гражданское и республиканское движение                                                 | 358 204      | 29,16        |                 |                | 198 549         | 26,80           |                 |                 | 159 655                | 32,75                  |                        |                        |
|                | Союз за народное движение, Новый центр, Прочие правые                                                                                     | 233 366      | 19,00        |                 |                | 155 816         | 21,03           |                 |                 | 77 550                 | 15,91                  |                        |                        |
|                | Национальный фронт | 224 871      | 18,31        |                 |                | 128 315         | 17,32           |                 |                 | 96 556                 | 19,81                  |                        |                        |
|                | Коммунистическая партия, Левая партия | 132 435      | 10,78        |                 |                | 88 848          | 11,99           |                 |                 | 43 587                 | 8,94                   |                        |                        |
|                | Европейские зеленые, независимые экологисты                                                                                               | 126 982      | 10,34        |                 |                | 81 668          | 11,02           |                 |                 | 45 314                 | 9,30                   |                        |                        |
|                | Демократическое движение | 48 245       | 3,93         |                 |                | 30 565          | 4,13            |                 |                 | 17 680                 | 3,63                   |                        |                        |
|                | Национальный центр независимых и крестьян                                                                                                 | 37 051       | 3,02         |                 |                | 19 419          | 2,62            |                 |                 | 17 632                 | 3,62                   |                        |                        |
|                | Новая антикапиталистическая партия | 36 870       | 3,00         |                 |                | 21 400          | 2,89            |                 |                 | 15 470                 | 3,17                   |                        |                        |
|                | Рабочая борьба | 17 693       | 1,44         |                 |                | 9 653           | 1,30            |                 |                 | 8 040                  | 1,65                   |                        |                        |
|                | Молодые земледельцы | 12 648       | 1,03         |                 |                | 6 688           | 0,90            |                 |                 | 5 960                  | 1,22                   |                        |                        |

## Состав Регионального совета (2010—2014)
|                | Партия                                 | Кол-во мест | %     |
| -------------- | -------------------------------------- | ----------- | ----- |
| Левые:         | Левые:                                 | 73          | 64,60 |
|                | Социалистическая партия                | 34          | 30,09 |
|                | Партия зеленых                         | 13          | 11,50 |
|                | Коммунистическая партия                | 11          | 9,73  |
|                | Прочие левые                           | 5           | 4,62  |
|                | Республиканское и гражданское движение | 3           | 2,65  |
|                | Радикальная партия левых               | 3           | 2,65  |
|                | Левая партия                           | 2           | 1,77  |
|                | Независимое движение экологов          | 2           | 1,77  |
| Правые:        | Правые:                                | 22          | 19,47 |
|                | Союз за народное движение              | 16          | 14,16 |
|                | Новый центр                            | 5           | 4,42  |
|                | Радикальная партия                     | 1           | 0,88  |
| Крайне правые: | Крайне правые:                         | 18          | 15,93 |
|                | Национальный фронт                     | 18          | 15,93 |

## Исполнительный комитет Регионального совета
- Президент — Даниэль Першерон (Социалистическая партия)
- 1-й вице-президент (экономическое развитие, новые технологии и непрерывное образование) — Пьер де Сантиньон (Социалистическая партия)
- 2-й вице-президент (устойчивое развитие, представительная демократии и оценка) — Мириам Ко (Зеленые)
- 3-й вице-президент (колледжи и среднее образование) — Жан-Мари Александр (Гражданское и республиканское движение)
- 4-й вице-президент (культура) — Катрин Жениссон (Социалистическая партия)
- 5-й вице-президент (планирование территории, окружающая среда и климат) — Эммануэль Ко (Зеленые)
- 6-й вице-президент (молодежь и спорт) — Элен Парра (Социалистическая партия)
- 7-й вице-президент (вопросы моря) — Вульфран Депиш (Социалистическая партия)
- 8-й вице-президент (церковь и здравоохранение) — Сесиль Бурдон (Социалистическая партия)
- 9-й вице-президент (транспорт) — Ален Вашё (Социалистическая партия)
- 10-й вице-президент (высшее образование и научные исследования) — Сандрин Руссо (Зеленые)
- 11-й вице-президент (продовольствие и сельское хозяйство) — Жан-Луи Робийар (Зеленые)
- 12-й вице-президент (туризм) — Кристин Батто-Деу (Социалистическая партия)
- 13-й вице-президент (финансы) — Руди Элежеес (Прочие левые)
- 14-й вице-президент (гражданство, международные связи и децентрализованное сотрудничество) — Маждулин Сбаи (Зеленые)
- 15-й вице-президент (производственное обучение) — Кристоф Пилш (Социалистическая партия)

## Члены Регионального совета департамента Нор
| | Член Совета | Партия | Номер в списке | Место жительства, занимаемая должность |
| Департамент Нор | Департамент Нор | Департамент Нор | Департамент Нор | Департамент Нор |
| Социалистическая партия, Коммунистическая партия, Зеленые, Радикальная партия левых, Левая партия, Гражданское и республиканское движение | Социалистическая партия, Коммунистическая партия, Зеленые, Радикальная партия левых, Левая партия, Гражданское и республиканское движение | Социалистическая партия, Коммунистическая партия, Зеленые, Радикальная партия левых, Левая партия, Гражданское и республиканское движение | Социалистическая партия, Коммунистическая партия, Зеленые, Радикальная партия левых, Левая партия, Гражданское и республиканское движение | Социалистическая партия, Коммунистическая партия, Зеленые, Радикальная партия левых, Левая партия, Гражданское и республиканское движение |
| --- | --- | --- | --- | --- |
| | Пьер де Сантиньон | Социалистическая партия | 1 | Лилль, вице-мэр |
| | Азия Гютафф | Социалистическая партия | 2 | Рубе, вице-мэр |
| | ↓Ален Брюнель* ↑Кристоф ди Помпео | Коммунистическая партия Социалистическая партия                                                                                           | 3 45 | Дуэ Мобёж, вице-мэр |
| | ↓Ален Брюнель* ↑Кристоф ди Помпео | Коммунистическая партия Социалистическая партия                                                                                           | 3 45 | Дуэ Мобёж, вице-мэр |
| | Маждулин Сбаи | Партия зеленых | 4 | Рубе, социолог |
| | Бернар Роман | Социалистическая партия | 5 | Лилль, депутат Национального собрания |
| | ↓Дельфин Батай** ↑Дани Валлин | Социалистическая партия Коммунистическая партия                                                                                           | 6 47 | Кенуа, сенатор, член Генерального совета Гранд-Синт                                                                                       |
| | ↓Дельфин Батай** ↑Дани Валлин | Социалистическая партия Коммунистическая партия                                                                                           | 6 47 | Кенуа, сенатор, член Генерального совета Гранд-Синт                                                                                       |
| | Эрик Корбо | Коммунистическая партия | 7 | Секлен, 1-й вице-мэр |
| | Сандрин Руссо | Партия зеленых | 8 | Лилль |
| | ↓Доминик Бэйи** ↑Виржини Драпье | Социалистическая партия Партия зеленых | 9 48 | Орши, мэр, сенатор Роншан, член совета |
| | ↓Доминик Бэйи** ↑Виржини Драпье | Социалистическая партия Партия зеленых | 9 48 | Орши, мэр, сенатор Роншан, член совета |
| | Кристин Батто-Деу | Социалистическая партия | 10 | Фурми, вице-мэр |
| | Лоран Матейко | Левая партия | 11 | Лилль |
| | Элен Парра | Социалистическая партия | 12 | Сен-Андре-де-Лилль, член совета |
| | Патрик Тийи | Партия зеленых | 13 | Лилль |
| | Франсуаза Даль | Республиканское и гражданское движение | 14 | Фаш-Тюмениль, член совета |
| | ↓Жан-Клод Дюльё* ↑Мари-Лоренс Давуэн | Коммунистическая партия Социалистическая партия                                                                                           | 15 46 | Валансьен, член совета Туркуэн, вице-мэр                                                                                                  |
| | ↓Жан-Клод Дюльё* ↑Мари-Лоренс Давуэн | Коммунистическая партия Социалистическая партия                                                                                           | 15 46 | Валансьен, член совета Туркуэн, вице-мэр                                                                                                  |
| | Мари-Клод Маршан | Социалистическая партия | 16 | Ольнуа-ле-Валансьен, депутат Национального собрания                                                                                       |
| | Эммануэль Ко | Партия зеленых | 17 | Лилль |
| | Ольфа Лафорс-Бен Абденнеби | Социалистическая партия | 18 | Вильнев-д’Аск, член совета |
| | Мишель-Франсуа Деллануа | Социалистическая партия | 19 | Вильнев-д’Аск, член совета |
| | Мариэль Кувелье | Коммунистическая партия | 20 | Сен-Аман-лез-О, член совета |
| | Вульфран Депиш | Социалистическая партия | 21 | Дюнкерк, вице-мэр |
| | Жаннин Пети | Партия зеленых | 22 | Эскопон |
| | ↓Рене Вандьеандонк** ↑Фредерик Шеро | Социалистическая партия | 23 49 | Рубэ, мэр, сенатор Дуэ, член совета |
| | ↓Рене Вандьеандонк** ↑Фредерик Шеро | Социалистическая партия | 23 49 | Рубэ, мэр, сенатор Дуэ, член совета |
| | Валерии Принге | Прочие левые | 24 | Ла-Мадлен |
| | Мишель Молья | Социалистическая партия | 25 | Аллюен |
| | Мириам Ко | Партия зеленых | 26 | Рубе, член совета |
| | Эрик Роммель | Радикальная партия левых | 27 | Лоон-Плаж, мэр |
| | Анник Маттигелло | Коммунистическая партия | 28 | Лувруаль, мэр |
| | Руди Элежеес | Прочие левые | 29 | Мон-ан-Барёль, мэр |
| | Катрин де Пари | Социалистическая партия | 30 | Арамнтьер, вице-мэр |
| | Пауло-Серж Лопес | Партия зеленых | 31 | Дюнкерк |
| | Коринн Доннен | Коммунистическая партия | 32 | Ольшен |
| | Дамьен Карем | Социалистическая партия | 33 | Гранд-Синт, мэр |
| | Паскаль Пави | Социалистическая партия | 34 | Байёль, вице-мэр |
| | Доминик Планк | Партия зеленых | 35 | Лилль, член совета |
| | Николь Таке-Леруа | Прочие левые | 36 | Лилль |
| | Сильван Станеско | Прочие левые | 37 | Ломпре |
| | Рашида Сахрауи | Радикальная партия левых | 38 | Лилль |
| | Клод Николе | Республиканское и гражданское движение | 39 | Дюнкерк, вице-мэр |
| | Франсис Эрбо-Доптен | Независимое движение экологов | 40 | Ваттани |
| | Мишель Оте | Прочие левые | 41 | Секлен, вице-мэр |
| | Жоэль Кроки | Социалистическая партия | 42 | Дюнкерк, вице-мэр |
| | Сильван Эстаже | Партия зеленых | 43 | Вильнев-д’Аск |
| | Дельфин Кастелли | Коммунистическая партия | 44 | Капель-ла-Гранд |
| Союз за народное движение, Новый центр, Прочие правые                                                                                     | | | | |
| | ↓ Валери Летар ↑Мишель Плуи | Новый центр Союз за народное движение | 1 16 | Валансьен, вице-мэр, сенатор Армантьер, член совета                                                                                       |
| | ↓ Валери Летар ↑Мишель Плуи | Новый центр Союз за народное движение | 1 16 | Валансьен, вице-мэр, сенатор Армантьер, член совета                                                                                       |
| | Жан-Пьер Батай | Союз за народное движение | 2 | Стеенвоорд, мэр |
| | Мари-Софи Лен | Союз за народное движение | 3 | Ле-Кенуа, член совета |
| | Ив Купе | Новый центр | 4 | Камбре, вице-мэр |
| | Флоранс Борисо | Союз за народное движение | 5 | Вильнев-д’Аск, член совета |
| | Жак Вернье | Союз за народное движение | 6 | Дуэ, мэр |
| | Бригитт Аструк | Союз за народное движение | 7 | Ламберсар, вице-мэр |
| | Себастьян Лепретр | Союз за народное движение | 8 | Ла-Мадлен, мэр |
| | Жоэль Лонгеваль | Союз за народное движение | 9 | Марк-ан-Барёль, вице-мэр |
| | Патрик Макле | Союз за народное движение | 10 | Арле, мэр |
| | Жаклин Габан | Союз за народное движение | 11 | Дюнкерк, член совета |
| | ↓ Жеральд Дарманен ↑Мохамед Абделатиф | Союз за народное движение Демократическое движение                                                                                        | 12 18 | Туркуэн, депутат Национального собрания                                                                                                   |
| | ↓ Жеральд Дарманен ↑Мохамед Абделатиф | Союз за народное движение Демократическое движение                                                                                        | 12 18 | Туркуэн, депутат Национального собрания                                                                                                   |
| | ↓ Жоэль Коттени ↑Брижитт Моруа | Новый центр Современные левые | 13 17 | Ан, вице-мэр Лилль, член совета |
| | ↓ Жоэль Коттени ↑Брижитт Моруа | Новый центр Современные левые | 13 17 | Ан, вице-мэр Лилль, член совета |
| | Лоран Дегалле | Радикальная партия | 14 | Валансьен, член совета |
| | Изабель Пьерар | Союз за народное движение | 15 | Ле-Като-Камбрези, вице-мэр |
| Национальный фронт | | | | |
| | Эрик Дийи | Национальный фронт | 1 | Лилль |
| | Франсуаза Коолзае | Национальный фронт | 2 | Лилль |
| | Ги Канни | Национальный фронт | 3 | Рубе |
| | Стефани Кока | Национальный фронт | 4 | Ловен-Планк |
| | Бруно Бильд | Национальный фронт | 5 | Энен-Бомон |
| | Сильви Годдин | Национальный фронт | 6 | Рубе |
| | Жан-Ришар Сульзе | Национальный фронт | 7 | Париж |
| | ↓ Виржини Ванвае ↑ Поль Ламуатье | Национальный фронт | 8 11 | Сант Камбре |
| | Филипп Эмери | Национальный фронт | 9 | Дюнкерк, член совета |
| | Натали Акс | Национальный фронт | 10 | Марк-ан-Барёль |
| Департамент Па-де-Кале | | | | |
| Социалистическая партия, Коммунистическая партия, Зеленые, Радикальная партия левых, Левая партия, Гражданское и республиканское движение | | | | |
| | Даниэль Першерон | Социалистическая партия | 1 | Аррас, президент регионального совета |
| | Катрин Жениссон | Социалистическая партия | 2 | Аррас, сенатор |
| | Жан-Франсуа Карон | Партия зеленых | 3 | Лоос-ан-Гоель, мэр |
| | Кати Апурсо-Поли | Коммунистическая партия | 4 | Авьон, вице-мэр |
| | Ален Вашё | Социалистическая партия | 5 | Брюе-ла-Бюисьер, мэр |
| | Сесиль Бурдон | Социалистическая партия | 6 | Ланс, вице-мэр |
| | Бруно Манье | Социалистическая партия | 7 | Сент-Омер, мэр |
| | Режин Спленгар | Социалистическая партия | 8 | Булонь-сюр-Мер, вице-мэр |
| | Филипп Кемель | Социалистическая партия | 9 | Карвен, мэр |
| | ↓Филипп Кемель ↑Режин Кальциа | Социалистическая партия Партия зеленых | 9 30 | Карвен, мэр, депутат Национального собрания Энен-Бомон                                                                                    |
| | ↓Филипп Кемель ↑Режин Кальциа | Социалистическая партия Партия зеленых | 9 30 | Карвен, мэр, депутат Национального собрания Энен-Бомон                                                                                    |
| | Катрин Буржуа | Партия зеленых | 10 | Кале |
| | Бетран Перико | Коммунистическая партия | 11 | Кале |
| | Жаклин Маке | Социалистическая партия | 12 | Аррас, депутат Национального собрания |
| | Жан-Мари Александр | Республиканское и гражданское движение | 13 | Суше, мэр |
| | Доминик Ремботт | Социалистическая партия | 14 | Доэм, член совета |
| | Жан-Луи Робийар | Партия зеленых | 15 | Амбрикур |
| | Брижитт Пассебоск | Коммунистическая партия | 16 | Сент-Этьенн-о-Мон, член совета |
| | Йан Капе | Социалистическая партия | 17 | Кале |
| | Жаклин Фот | Социалистическая партия | 18 | Льевен, вице-мэр |
| | Венсан Лена | Социалистическая партия | 19 | Берк, вице-мэр |
| | Николь Кнешт | Партия зеленых | 20 | |
| | Жан Ажа | Коммунистическая партия | 21 | Рувруа, мэр |
| | Надин Лефевр | Социалистическая партия | 22 | Бёври, мэр |
| | Оливье Барбарен | Социалистическая партия | 23 | Ле-Портель, член совета |
| | Анни ван Кортанбош | Социалистическая партия | 24 | Сайи-сюр-ла-Лис, мэр |
| | Пьер Жорже | Радикальная партия левых | 25 | Витри-ан-Артуа, мэр |
| | Кристелл Фоше | Социалистическая партия | 26 | Ошель, член совета |
| | Мишель Эке | Независимое движение экологов | 27 | |
| | Лоран Соваж | Левая партия | 28 | |
| | Кристоф Пилш | Социалистическая партия | 29 | Куррьер, мэр |
| Союз за народное движение, Новый центр, Прочие правые                                                                                     | | | | |
| | Андре Флажоле | Союз за народное движение | 1 | Бетюн, депутат Национального собрания |
| | ↓ Наташа Бушар** ↑Полетт Жюльен-Пёвьон | Союз за народное движение Новый центр | 2 8 | Кале, мэр, сенатор Нефшатель-Ардело, вице-мэр                                                                                             |
| | ↓ Наташа Бушар** ↑Полетт Жюльен-Пёвьон | Союз за народное движение Новый центр | 2 8 | Кале, мэр, сенатор Нефшатель-Ардело, вице-мэр                                                                                             |
| | Филипп Рапено | Союз за народное движение | 3 | Аррас, вице-мэр |
| | Кароль Марьян | Союз за народное движение | 4 | Гюарбек, член совета |
| | Франсуа Декосте | Новый центр | 5 | Сент-Омер, член совета |
| | Анн-Софи Тазарек | Правые партии | 6 | Энен-Бомон |
| | Жан-Франсуа Рапен | Союз за народное движение | 7 | Мерлимон, мэр |
| Национальный фронт | | | | |
| | Марин Ле Пен | Национальный фронт | 1 | Энен-Бомон, член совета |
| | Стив Бриуа | Национальный фронт | 2 | Энен-Бомон, член совета |
| | Шанталь Божанек | Национальный фронт | 3 | Брюе-ла-Бюисьер |
| | Фредди Бодрен | Национальный фронт | 4 | Энен-Бомон, член совета |
| | Франсуаза Вернальд | Национальный фронт | 5 | Кале |
| | Жан-Марк Морис | Национальный фронт | 6 | Аррас, член совета |
| | Моник Сгар | Национальный фронт | 7 | Этапль |
| | Оливье Дельб | Национальный фронт | 8 | Лисбур, член совета |

* Сдали мандаты 23.04.2011 после избрания в Генеральный совет департамента Нор в соответствии с законом о недопостумости совмещения мандатов 

** Сдали мандаты 25.10.2011 после избрания в Сенат Франции 